# Terre des femmes
Terre des femmes ou officiellement TERRE DES FEMMES – Menschenrechte für die Frau e. V. est une association de lutte contre les violences faites aux femmes et de défense des droits des femmes dont le siège est à Berlin-Gesundbrunnen en Allemagne. Un de ses principaux engagements est la lutte contre les mutilations génitales féminines. L'association est membre de l'ECPAT, le réseau d'organisations internationales qui s'engage à mettre fin à la prostitution infantile, à la pornographie infantile et au trafic d'enfants à des fins d'exploitation sexuelle.

## Histoire
Un article du magazine Brigitte sur les violences contre les femmes et les crimes d'honneur au Proche-Orient a poussé la journaliste Ingrid Staehle et un groupe d'amies de s'intéresser plus avant au sujet. L'article était fondé sur un dossier du nom de Princesses mortes édité par l'ONG suisse Sentinelles. Au cours d'une visite au siège de l'association à Lausanne est née l'idée de créer une organisation dont le nom serait inspiré de celui de Terre des hommes. En juillet 1981, l'association est créée officiellement à Hambourg sous le nom francophone de Terre des femmes avec le sous-titre germanophone Menschenrechte für die Frau (« droits humains pour la femme »). D'autres membres fondateurs de Terre des femmes étaient l'historienne Herta Haas (1907-2017) et la femme de lettres américaine Tobe Levin, residente en Allemagne qui avait édité avec Ingrid Braun et Angelika Schwarzbauer le premier ouvrage en Allemagne sur les mutilations génitales féminines, une traduction des travaux de Fran Hosken,.
L'association est déclarée d'utilité publique en Allemagne. Elle traduit en allemand le dossier Princesses mortes et le publie en 1987 sous le titre Tod als Ehrensache (« La mort comme point d'honneur »).
Jusqu'en 1990, l'association était constituée d'un bureau central et de plusieurs antennes réparties dans différentes villes dont les membres étaient bénévoles. C'est à Tübingen que l'antenne locale a reçu pour la première fois une subvention de l'Arbeitsamt. C'est à Tübingen que l'association va alors fonder son siège administratif.
En novembre 2001, Terre de femmes a fêté son 20e anniversaire avec un congrès international à Berlin. Un ouvrage retraçant l'historique de l'association a été publié à cette occasion : Widerstand ist ein Geheimnis des Glücks. 20 Jahre Terre des Femmes (« La résistance est le secret du bonheur. 20 ans de Terre des femmes »).
En novembre 2003 s'ouvre une antenne suisse de Terre des femmes, qui est néanmoins indépendante de l'association allemande.
Le siège social a déménagé en juin 2011 à Berlin-Gesundbrunnen, dans la Brunnenstraße 128.

## Objectifs
Les activités de l'association inclut des campagnes d'information du public, la publication de livres, l'organisation de rassemblements et de manifestations, des campagnes publicitaires et du lobbyisme pour sensibiliser à la discrimination envers les femmes.
Les engagements prioritaires de l'organisation sont les luttes contre les mutilations génitales féminines, contre la circoncision des jeunes garçons, les mariages forcés, les crimes d'honneur, le trafic de femmes, la prostitution forcée et les violences conjugales.

## Festival de cinémaFrauenwelten
Depuis 2000 se tient tous les ans à Tübingen un festival de cinéma nommé Frauenwelten (« les mondes des femmes »). Depuis les années 2010, Frauenwelten a établi des partenariats avec d'autres festivals de cinéma et projette des films dans différents festivals allemands.